# The First Time (film 2012)
The First Time è un film del 2012 diretto da Jon Kasdan.
Film romantico teen commedia, sceneggiato dallo stesso regista, con protagonisti Britt Robertson, Dylan O'Brien, James Frecheville e Victoria Justice.
Dave Hodgman (Dylan O'Brien) è uno studente all'ultimo anno di scuola superiore che trascorre gran parte del suo tempo a piangere per Jane Harmon (Victoria Justice), una ragazza che non può avere. Aubrey Miller (Britt Robertson), è al terzo anno in un liceo diverso, ed ha un ragazzo più grande Ronny (James Frecheville) che non la capisce molto o almeno, sembra non preoccuparsi per lei. Una conversazione casuale tra Dave e Aubrey fa scattare la scintilla, e li porta ad avere un'istantanea connessione, e, nel corso di un fine settimana, le cose diventano magiche, romantiche, complicate e divertenti così Aubrey e Dave scoprono che cosa significa innamorarsi per la prima volta.

## Trama
Dave è un ragazzo dell'ultimo anno al liceo. È infatuato della sua amica, e una sera, dietro ad una casa dove si sta svolgendo una festa, mentre pratica il discorso per dichiararsi, conosce Aubrey. Hanno una lunga conversazione fino a quando arriva la polizia per fermare la festa. Scappano a casa di Aubrey, dove parlando ancora si addormentano abbracciati. Dave invita Aubrey al cinema con i suoi amici e lei si presenta con il suo ragazzo. Successivamente, vanno ad una festa insieme, dove lei e Dave quasi si baciano, causando così una quasi rissa con il suo ragazzo.
Aubrey si allontana con il suo ragazzo, poi chiama Dave per chiedergli di andare a prenderla; una volta raggiunta e portata via, dopo un po', si baciano. Dave si rende conto di non provare niente per la sua amica e lui e Aubrey provano a star insieme. Iniziano ad avere una relazione che presenta delle problematiche quando devono entrambi, per la prima volta, avere un rapporto. Aubrey, per svariati motivi, decide di lasciare Dave. Rendendosi entrambi conto di non aver fatto la scelta giusta, capiscono di voler riprovarci; così Dave va a prenderla a casa.

## Colonna sonora
1. Silly Boy – 3:19 (Soeren Christiansen, Steffen Westmark, Allan Villadsen, Per Joergensen) – The Blue Van
2. Teenage Daydream – 3:57 (Robin Feher) – The Nights
3. We're #1 – 3:54 (Andrew Creighton) – The World Record
4. Mama (Trey Johnson) – Sorta
5. Lonely Soul – 3:56 (Robin Feher) – The Nights
6. Oh My Love – 2:54 (Daniel Varjo, Ludvig Rylander, Lisa Milberg, Maria Eriksson, Martin Hansson, Per Nystrom, Ullik Jonusson, Dante Holgersson) – The Concretes
7. Out of Touch – 2:32 (Elizabeth Borden) – Liz Borden and The Axes
8. If It Be Your Will – 3:42 (Leonard Cohen) – Leonard Cohen
9. Trouble – 4:12 (Matthew Beighley, Thomas King, Jacqueline Santillan) – Wait. Think. Fast.
10. The End – 2:42 (Bethany Cosentino) – Best Coast
11. Head Spin – 3:13 (Dane Schmidt) – Jamestown Story
12. Diamond Eyes – 18:02 (Michael Haggins) – Michael Haggins
13. I Cannot Love You – 2:01 (Michael Lerner) – Telekinesis
14. Can't Stop Thinking – 4:11 (Tom Wolfe) – Buva
15. Come On – 4:39 (Chad Marshman) – The Wind
16. In Your Mind – 4:30 (Matt Weinberger, Abe Seiferth, Jared Elioseff, John Graham Davis, David Burnett) – Phonograph
17. Come and Go (feat. KU) – 4:06 (Danica Rozelle, Jacques Slade, Lamar Van Sciver, Frank Greenfield) – Danica Rozelle
18. Anne With an E – 4:06 (Kip Berman, Peggy Wang, Kurt Feldman, Alex Naidus) – The Pains of Being Pure at Heart
19. Wait For Me – 4:57 (Daniel Blue, Josiah Sherman) – Motopony
20. Vampire's Kiss – 3:41 (John Gold) – John Gold
21. Coming Home – 3:38 (Pete Kilpatrick, Zach Jones) – Pete Kilpatrick Band
22. Till The Morning – 1:58 (Afie Jurvanen) – Bahamas
23. Girls Like You – 6:04 (Thomas Powers, Aaron Short, Alisa Xayalith) – The Naked And Famous
24. Sweet Louise – 3:06 (Barbara Gruska, Ethan Gruska) – The Belle Brigade